# (9631) Hubertreeves
(9631) Hubertreeves (1993 SL6) – planetoida z pasa głównego asteroid okrążająca Słońce w ciągu 4,76 lat w średniej odległości 2,83 j.a. Odkryta 17 września 1993 roku.